# Marius Rath
Marius Rath (født 27. maj 1970 i Oslo) er en norsk tidligere  ishockeyspiller. Han repræsenterede  Vålerengens Idrettsforening.
Rath spillede 42 officielle internationale kampe for Norge og deltog i Vinter-OL for Norge i  1992 i Albertville med  niende plads og i  1994 i Lillehammer med  ellevte plads.